# Loose Screw
Loose Screw è l'ottavo album in studio del gruppo musicale britannico The Pretenders, pubblicato nel 2002.

## Descrizione
È stato ristampato nel 2003 esclusivamente per il mercato britannico, con due bonus track.

## Tracce
2002
1. Lie to Me (Chrissie Hynde, Adam Seymour) - 2:23
2. Time (Hynde, Seymour) - 3:58
3. You Know Who Your Friends Are (Hynde, Seymour) - 3:30
4. Complex Person (Hynde, Seymour) - 2:47
5. Fools Must Die (Hynde, Seymour) - 2:36
6. Kinda Nice, I Like it (Hynde, Seymour) - 3:37
7. Nothing Breaks Like a Heart (Hynde, Billy Steinberg, Tom Kelly) - 3:28
8. I Should Of (Hynde, Seymour) - 4:03
9. Clean Up Woman (Hynde, Seymour) - 3:25
10. The Losing (Hynde, Seymour) - 4:51
11. Saving Grace (Hynde, Steinberg, Kelly) - 3:20
12. Walk Like a Panther (Richard Barratt, Jason Buckle, Jarvis Cocker, Dean Honer) - 4:42

2003
1. Lie to Me (Chrissie Hynde, Adam Seymour) - 2:23
2. Time (Hynde, Seymour) - 3:58
3. You Know Who Your Friends Are (Hynde, Seymour) - 3:30
4. Complex Person (Hynde, Seymour) - 2:47
5. Fools Must Die (Hynde, Seymour) - 2:36
6. Kinda Nice, I Like it (Hynde, Seymour) - 3:37
7. Nothing Breaks Like a Heart (Hynde, Billy Steinberg, Tom Kelly) - 3:28
8. I Should Of (Hynde, Seymour) - 4:03
9. Clean Up Woman (Hynde, Seymour) - 3:25
10. The Losing (Hynde, Seymour) - 4:51
11. Saving Grace (Hynde, Steinberg, Kelly) - 3:20
12. Walk Like a Panther (Richard Barratt, Jason Buckle, Jarvis Cocker, Dean Honer) - 4:42
13. Complicada (Complex Person Spanish Version) - 2:57
14. I Wish You Love (Charles Trenet, Albert Beach) - 10:32

## Crediti

### Formazione
- Chrissie Hynde – voce, chitarra
- Adam Seymour - chitarra
- Andy Hobson - basso
- Martin Chambers – batteria

### Turnisti
- Kevin Bacon  - basso
- Jonathan Quarmby - tastiere
- Colin Elliot - percussioni
- Mark Smith - percussioni
- Duke Quartet - archi, fiati
- Kick Horns - fiati